# Ernst Zitelmann

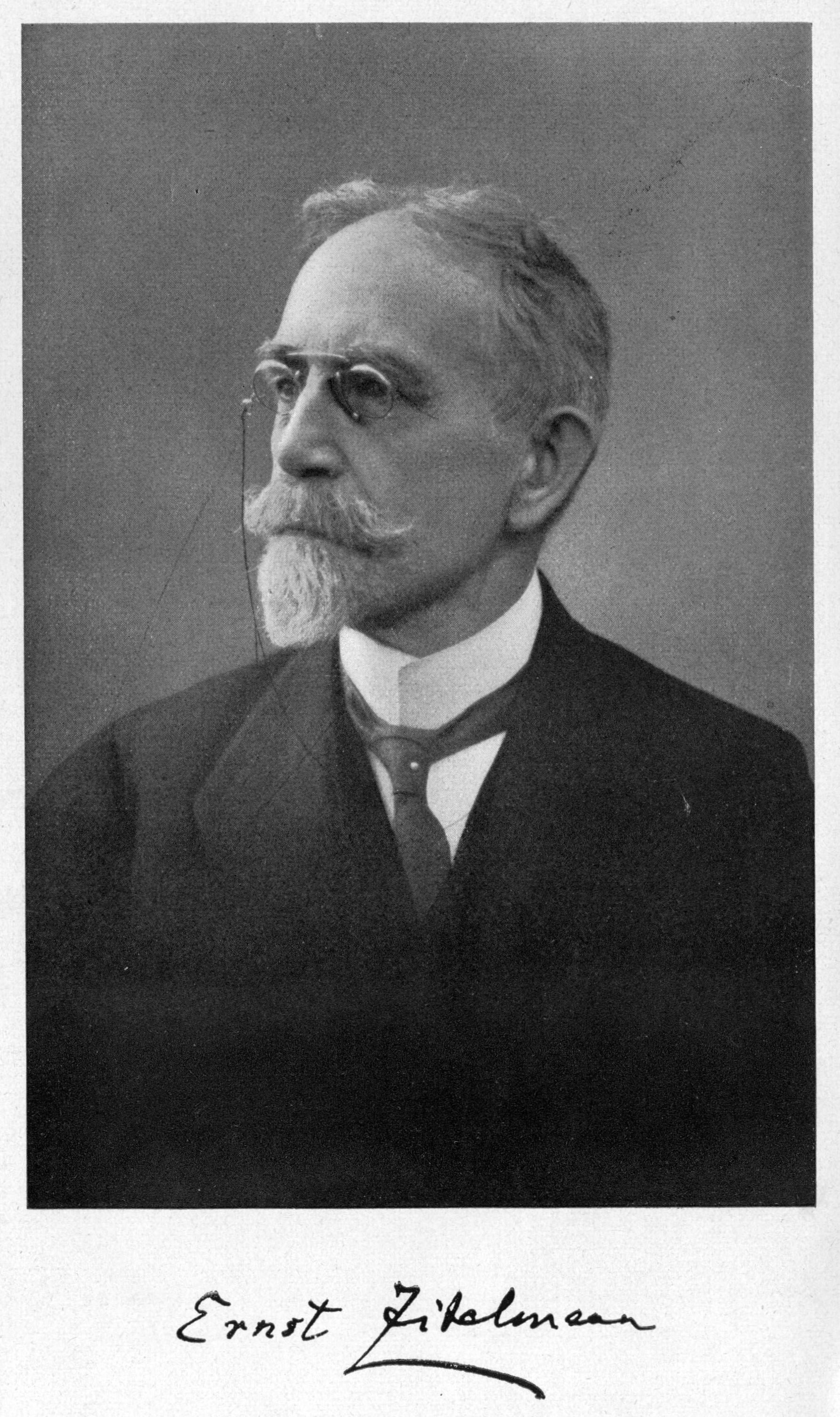
Ernst Zitelmann um 1920

Konrad Ernst Zitelmann (* 7. August 1852 in Stettin; † 28. November 1923 in Bonn) war ein deutscher Jurist und Schriftsteller.

## Leben
Ernst Zitelmann, Sohn des Geheimen Regierungsrates Otto Konrad Zitelmann, besuchte das Marienstiftsgymnasium in Stettin. Anschließend studierte er Rechtswissenschaften in Leipzig, Heidelberg und Bonn. Im Winter 1871/72 wurde er Mitglied der Leipziger Universitäts-Sängerschaft zu St. Pauli (heute in der Deutschen Sängerschaft organisiert). Er promovierte 1873 über „Begriff und Wesen der juristischen Person“ in Leipzig. Das Referendariat in Stettin brach er 1876 ab, um sich an der Universität Göttingen zu habilitieren.
Bekannt wurde er durch die Aufsätze über „Die juristische Willenserklärung“ (1878) und „Irrtum und Rechtsgeschäft“ (1879). 1879 wurde Zitelmann auf den Lehrstuhl für römisches und bürgerliches Recht an der Universität Rostock berufen. 1881 ging er an die Universität Halle und kehrte nach seiner Berufung vom 22. Dezember 1883 im Jahre 1884 als Ordinarius mit der Fachrichtung Römisches Recht nach Bonn zurück, wo er schließlich bis zu seiner Emeritierung 1921 lehrte. Ab 1922 war er Gastprofessor an der Universität München. Zweimal war er Rektor der Universität Bonn. Zu den Doktoranden von Ernst Zitelmann gehört der Dramatiker Hans Fritz von Zwehl.

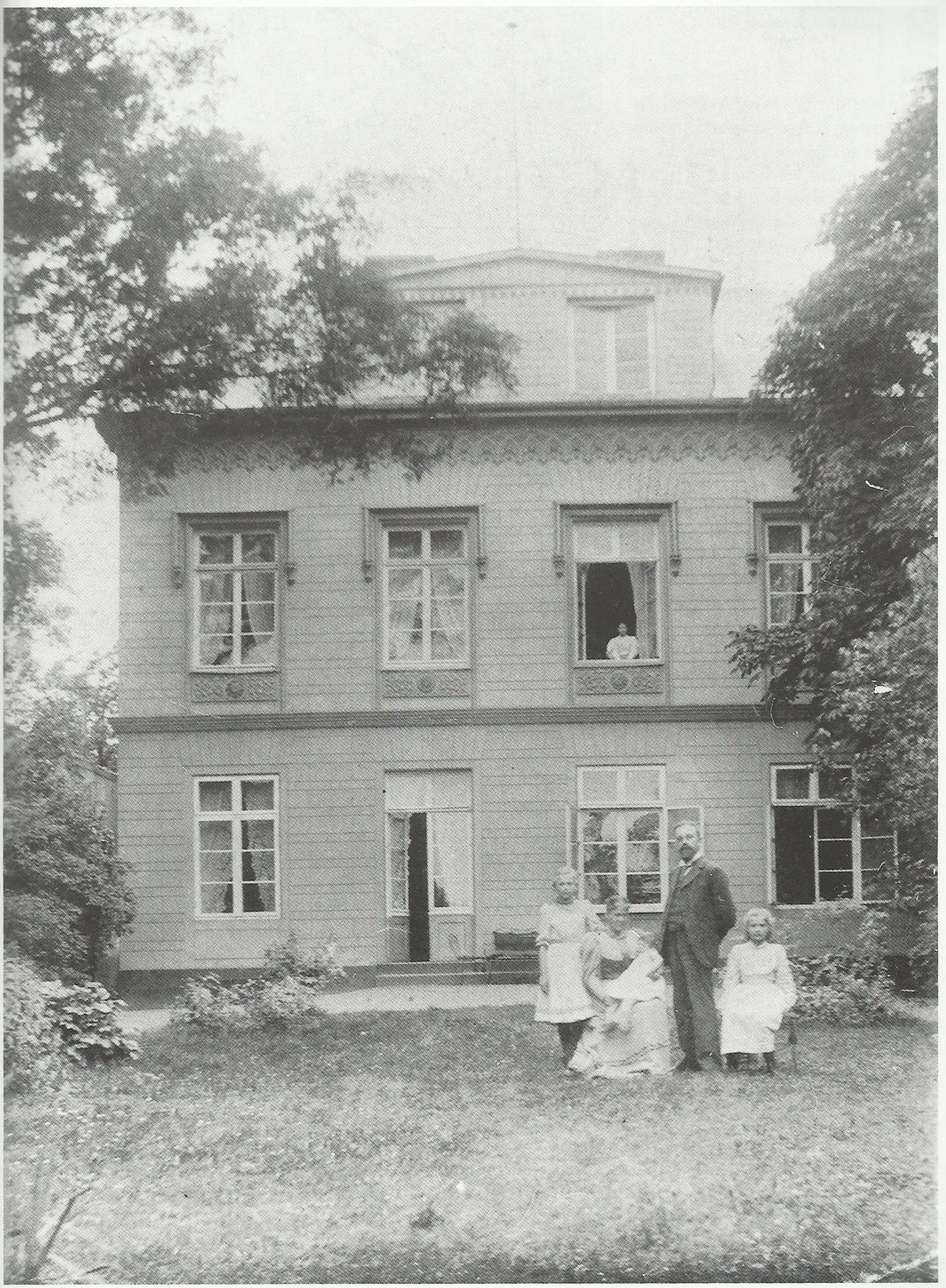
Zitelmann vor seiner Villa (um 1893)

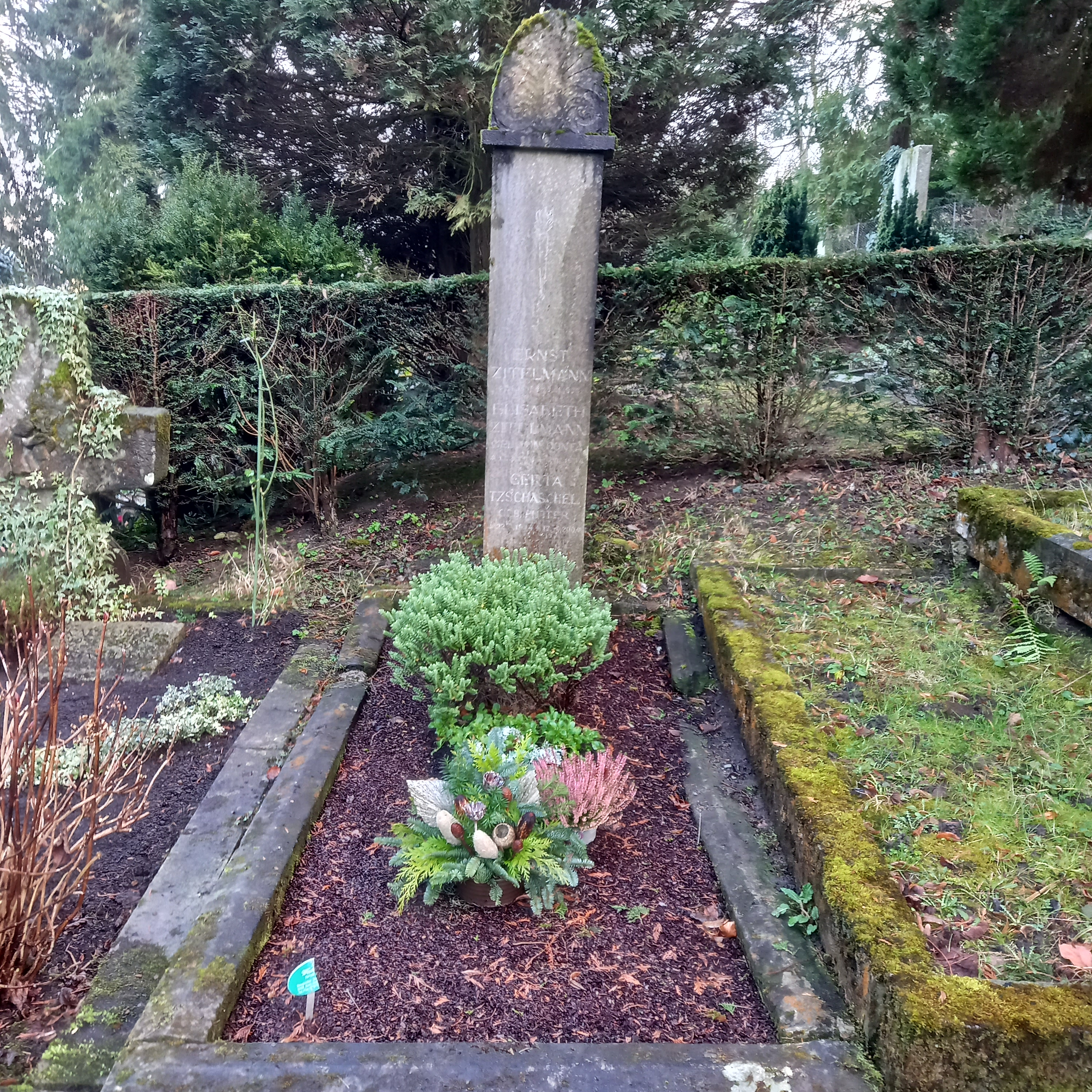
Das Grab von Ernst Zitelmann und seiner Ehefrau Elisabeth geborene von Conta auf dem Kessenicher Bergfriedhof in Bonn

Zitelmann war schriftstellerisch tätig, wie auch seine Schwester Katharina Zitelmann. Er starb 1923 nach einer Operation.
Familie/Villa Zitelmann
Zitelmann führte eine Ehe mit Elisabeth von Conta (* 1852 † 1934), aus der von 1881 bis 1884 drei Töchter hervorgingen (die Bildhauerin Gisela, verheiratet mit dem Mediziner August Pütter – Margot Finkelnburg und – Edith, verheiratet mit Hermann Schumacher (Nationalökonom), deren Tochter Elisabeth den Physiker Werner Heisenberg heiratete); zwei weitere Töchter starben bereits im Kindesalter. Nachdem er 1884 seine Lehrtätigkeit an der Universität Bonn aufgenommen hatte, bezog er im Herbst dieses Jahres die vormalige Villa des verstorbenen Universitätsprofessors und Zitelmanns früheren Lehrers Karl Sell (1810–1879). Auf diesen war er bereits 1875 in der klassizistisch-picturesquen Villa am Rheinufer getroffen und hatte – beeindruckt von der landschaftlichen Lage – seinem Wunsch Ausdruck gegeben, dort einmal als Professor zu wohnen. Zunächst mietete Zitelmann die Villa von Sells Erben, spätestens 1891 ging sie auch in sein Eigentum über – in diesem Jahr ließ er nach Plänen des Bonner Architekten Otto Penner einen Anbau errichten. 1912 kaufte sich Zitelmann eine weitere, näher am Rheinufer gelegene Villa hinzu. Die einstige Villa Sell konnte er daher im Juli 1918 verkaufen; 1953/54 wurde sie für den Neubau des Postministeriums abgebrochen.
Ehrungen

Zitelmann erhielt 1899 den Titel eines Geheimen Justizrates. Die Universität Czernowitz verlieh ihm 1899 die Ehrendoktorwürde.
In Bonn-Gronau ist seit 1929 eine Straße nach Zitelmann benannt.

## Wissenschaftliche Bedeutung
Zitelmann gehörte zu den bedeutendsten Juristen des modernen Rechts. Er arbeitete über das Bürgerliche Recht, zum Familien-, Erb-, Steuer- und Wirtschaftsrecht. Wichtig ist er heute aufgrund seiner Arbeiten zur Dogmatik des Zivilrechts. Zitelmann untersuchte auch die Rolle des Werturteils in der Rechtsprechung („Lücken im Recht“, 1903; „Die Kunst der Gesetzgebung“, 1904; „Richterliche Gebundenheit und Freiheit“, 1905). Zitelmann präsentierte Vorschläge für eine Reform der Juristenausbildung („Die Neugestaltung des Rechtsstudiums“, 1921): Ein zweijähriges Grundstudium, dem die praktische Ausbildung und ein Vertiefungsstudium der anvisierten Laufbahn folgen sollte.
Zitelmann war geprägt durch die wissenschaftstheoretischen Auseinandersetzungen in und mit der Historischen Rechtsschule, was ihn im Zusammenhang mit den fundamentalen philosophischen Begründungsstrukturen zu einer eingehenden Auseinandersetzung mit Spinoza, Kant und Hegel brachte. Peschels Erd- und Völkerkunde befeuerte zudem sein Interesse an Studien zu „vergleichender Völkerpsychologie“, insbesondere forschte er über die Rechtsverhältnisse von Naturvölkern. Aufgrund der Menge des – teils hochaktuellen – Materials, merkte er alsbald, dass er systematisieren muss, um allgemein wirksame Rechtssätze destillieren zu können und er erkannte, dass eine grundlegende Auseinandersetzung mit dem vielschichtigen Gewohnheitsrecht erforderlich ist. Dazu schrieb er in der Folge den bemerkenswerten Aufsatz Gewohnheitsrecht und Irrtum.
Über die insoweit neu eingeschlagenen Wege kam er zu seiner eigenen Ausgangsfrage zurück und zu der der Historischen Rechtsschule. Er fragte sich, wie er der Volksgeistlehre Savignys ein modernes Fundament geben könnte, ein völkerpsychologisches lag nahe. Dabei ging er davon aus, dass die Menschheit beständigen sittlichen Fortschritt leistet, weil sie sich kulturell entwickelt. „Uns Culturmenschen“ traute er zu, den Hobbes’schen „Naturzustand“ des bellum omnium contra omnes überwinden zu können. Wie sein Lehrer Jhering, lehnte Zitelmann sich deutlich an naturwissenschaftliche Gesetzmäßigkeiten und die Lehren Darwins an.
1879 verfasste Zitelmann eines seiner Hauptwerke, Irrtum und Rechtsgeschäft. Als Willenstheoretiker eckte er bei den Quellendefinitionen und -interpretationen mit denjenigen zusammen, die im Sinne des Vertrauensschutzes auf die rechtsgeschäftlichen Erklärungshorizonte (Empfängerhorizonte) abstellten. Er bewertete bedeutende Begriffe neu, so die Handlung (Teleologie versus Kausalität), er begutachtete die Irrtumsdogmatik neu und interpretierte die subjektiven Rechte im Lichte seiner Erkenntnisse; darüber hinaus spekulierte er über Verkehrsbedürfnisse und die menschliche Natur. Da er aber seinen psychologisch-juristischen Maßstab ansetzte, erfuhren seine sprachmethodischen Durchmischungen erhebliche Kritik, denn seine Theorien wurden als willkürliche Jurisprudenz wahrgenommen.

## Werke

### Juristische Schriften
- Begriff und Wesen der juristischen Person. 1873.
- Die juristische Willenserklärung. 1878.
- Irrtum und Rechtsgeschäft. 1879.
- Die Möglichkeit des Weltrechts. 1888.
- Verschulden gegen sich selbst. 1900.
- Das Recht des Bürgerlichen Gesetzbuches. 1900. (Digitalisat).
- Internationales Privatrecht. 1897–1912.

### Schöne Literatur
- Gedichte. 1881.
- Memento vivere. 1894.
- Capri. Gedichte. 1901.
- Radierungen und Momentaufnahmen. 1904.
- Aphorismen. 1908.
- Totentanz und Lebensreigen. 1908.
- Lebenserinnerungen. Bonn 1924. (urn:nbn:de:hbz:5:1-25837)